# Арбил
Вижте пояснителната страница за други значения на Арбил.
Арбил, по-често Ербил, също Ирбил (на арабски: اربيل; на кюрдски: Hewlêr; на сорани: ھەولێر; на сирийски: ܐܪܒܝܠ) е град в Ирак. Той е административен център на област Арбил, Северен Ирак и столица на автономния район Иракски Кюрдистан.
Населението на града през 2012 година е 1 509 026 души. Това е едно от най-старите постоянно населявани селища на света.

## География
Градът се намира в автономния район Кюрдистан и е населен основно с кюрди. Намира се на 80 километра източно от Мосул.

## Население
| Година | Население |
| ------ | --------- |
| 1965   | 90 956    |
| 1987   | 485 968   |
| 2012   | 1 509 026 |

## Побратимени градове
- Брашов, Румъния